# Tightlacing
Tightlacing (na engleskom doslovno čvrsto vezivanje), ponekad nazivano i kao treniranje korzeta i treniranje struka, je praksa nošenja tijesnih i čvrsto vezanih korzeta čiji je cilj postizanje ekstremne modifikacije vlastite figure i/li postizanje osjećaja koje daje nošenje tijesnih korzeta. Osobe koje prakticiraju tightlacing se nazivaju tightlaceri. 
Iako je nošenje korzeta izašlo iz mode početkom 20. stoljeća, danas ga praktiraju seksualni fetišisti, kao i transrodni muškarci koji nastoje dobiti žensku figuru.